# James W. Black
Sir James Whyte Black (14. června 1924 Uddingston – 22. března 2010 Londýn) byl skotský lékař a farmakolog, nositel Nobelovy ceny za fyziologii a lékařství za rok 1988, kterou spolu s ním dostali Gertrude B. Elionová a George H. Hitchings za objevy důležitých principů pro fungování léků. Odklonili se od výroby léků úpravou přírodních produktů a místo toho učinili zásadní biologické objevy, které přinesly nové cíle pro léčiva nebo nové způsoby interakce léků s těmito cíli. Black je po sir Alexanderu Flemingovi, který objevil penicilin, druhým nositelem Nobelovy ceny pocházejícím ze Skotska.
Dosáhl obrovských úspěchů ve farmaceutickém průmyslu i na akademické půdě. Vybudoval katedru veterinární fyziologie na univerzitě v Glasgow, kde se zabýval vlivem adrenalinu na činnost srdce. Roku 1958 začal pracovat pro společnost ICI Pharmaceuticals a během svého působení zde vyvinul léčivo propranolol, beta-blokátor používaný k léčbě kardiovaskulárních onemocnění. Propranolol je považován za největší průlom v léčbě srdečních onemocnění od objevu digitalisu v 18. století a prospěl milionům lidí. Black se významně podílel také na syntéze cimetidinu, v té době revolučního léku pro léčbu a prevenci žaludečních vředů. Cimetidin byl prvním z nové skupiny léků, antagonistů H2-receptoru. Black byl v roce 1981 byl povýšen do šlechtického stavu a v letech 1992–2006 působil jako rektor univerzity v Dundee.

## Mládí a studia
James Whyte Black se narodil 14. června 1924 v Uddingstonu v hrabství Lanarkshire jako čtvrtý z pěti synů důlního inženýra Waltera Blacka a švadleny Catherine Whyte. Rodina se různě stěhovala mezi uhelnými doly v Lanarkshire a Fife a James se vzdělával v místních státních školách, převážně ve Fife, a skončil na střední škole Cowdenbeath, později nazvané Beath Academy. V dětství se věnoval především hudbě a zajímal se o matematiku. Rodina byla příliš chudá na to, aby ho poslala na univerzitu, ale učitel matematiky si všiml jeho schopností a přesvědčil ho, aby se ucházel o stipendium na Univerzitě v St Andrews. Stipendium získal a v roce 1941 nastoupil v 16 letech na St Andrews, kde v roce 1946 absolvoval lékařskou fakultu. Nicméně studium medicíny bylo dlouhé a nákladné a stipendium ho zcela nepokrylo, takže v době, kdy promoval, se mu nashromáždily dluhy, které později uhradil prací v zámoří.

## Profesní život

### Začátek vědecké kariéry (1947 – 1958)
Po ukončení studia nastoupil na katedru fyziologie jako asistent profesora fyziologie v St Andrews Roberta Campbella Garryho. Díky tomu získal pedagogické zkušenosti a seznámil se s fyziologickým výzkumem. V té době se Garry zajímal o vstřebávání látek a jejich trávení a tak vznikl Blackův celoživotní zájem o trávicí trakt.

#### Výuka na lékařské fakultě v Singapuru
Black tvrdil, že do Singapuru odjel pouze proto, aby vyrovnal své studentské dluhy, ale pravděpodobně rozhodla i touha po dobrodružství a konání dobra. Původně si v roce 1946 zažádal o místo na univerzitě v Makere v Ugandě, ale místo toho ho poslali do Singapuru na Lékařskou fakultu krále Edwarda VII, která se později stala součástí Malajské univerzity a nakonec Singapurské národní univerzity. Zdá se, že zde byl profesně spíše izolován, ale měl prostředky, čas a příležitost rozvíjet technické dovednosti při stavbě zařízení pro své vlastní fyziologické projekty o střevním průtoku krve a vstřebávání.

#### Katedra veterinární fyziologie Glasgowské univerzity
Po návratu do Velké Británie v roce 1950 nastoupil Black na veterinární fakultu Glasgowské univerzity, kde založil katedru veterinární fyziologie. Kromě toho pokračoval v rozvíjení svých vědeckých myšlenek a v experimentální práci týkající se trávicího traktu a začal se také zajímat o fyziologii srdce. Jeho pozdější vynálezy léků ve farmaceutickém průmyslu se týkaly právě těchto dvou oblastí. Nechal se inspirovat spolupracovníky z klinických oddělení glasgowských fakultních nemocnic, kteří měli zájem o experimentální zkoumání klinických problémů v příslušných specializacích a v Blackovi našli ochotného spolupracovníka s vynikajícím laboratorním vybavením.
Zajímal se o škodlivé účinky stresového hormonu adrenalinu na lidské srdce, zejména u lidí trpících anginou pectoris. V té době vědci hledali způsoby, jak tento problém léčit zvýšením přísunu kyslíku do srdce. Black navrhl, že by bylo účinnější vyvinout léky, které by zrušily účinky adrenalinu na srdce, a tím snížily jeho spotřebu kyslíku. Domníval se, že toho lze dosáhnout snížením stimulace srdce sympatickým nervovým systémem (stresové reakce). Jeho otec zemřel na srdeční infarkt po autonehodě a to ho přivedlo k myšlence, že takzvaná reakce sympatiku „bojuj nebo uteč“, která působí prostřednictvím nedávno objevených katecholaminových mediátorů adrenalinu a noradrenalinu, by mohla být pro oslabené srdce spíše škodlivá než užitečná. Dále vyslovil hypotézu, že srdeční sympatickou reakci by bylo možné zablokovat selektivně (tj. bez zablokování ostatních sympatických reakcí), pokud by se podařilo najít látku, která by blokovala pouze srdeční receptory citlivé na katecholaminy.
V učebnici farmakologie narazil na tehdy opomíjenou deset let starou práci R. P. Ahlquista, podle něhož existují dva typy receptorů pro katecholaminy, alfa a beta adrenotropní receptory, a různé katecholaminy mají na každém receptoru různou aktivační sílu. Ahlquist předpokládal, že receptory v srdci a průduškách jsou beta. Black se domníval, že pokud mohou aktivátory působit selektivně na různé tkáně,  pak by snad mohly existovat také selektivní blokátory. 
Uvědomil si, že sám ve své glasgowské laboratoři není schopen experimenty potřebné k prokázání své hypotézy provést. Shodou okolností se mu podařilo představit své myšlenky zástupcům chemické společnosti ICI (Imperial Chemical Industries), která právě rozvíjela farmaceutickou sekci, nově vybudovala laboratoře v anglickém hrabství Cheshire a chtěla rozšířit své portfolio v oblasti kardiovaskulárního výzkumu. Nabídli mu místo, které okamžitě přijal a v roce 1958 se do Cheshire přestěhoval.

### Výzkum a vývoj  léků (1959 – 1973)
Blackův jedinečný a neotřelý přístup k vynalézání léků spočíval ve stavbě molekul na základě struktury přirozeného chemického aktivátoru dráhy, která se podílí na vzniku nemoci. Chemická struktura aktivátoru se pak upravila tak, aby vznikla syntetická sloučenina, která by si zachovala afinitu k cíli, ale blokovala jeho aktivaci (receptor). Popsal to jako tvorbu „léků vytvořených kolem přírodní předlohy“. Podařilo se mu to třikrát a první dva léky, beta-blokátory a antagonisté histaminu (H2), měly obrovský dopad na dříve neléčitelné nemoci, jako je angína pectoris, hypertenze a žaludeční vředy. Měřeno komerčně, byly to první dva léky bez rizika zneužívání v hodnotě miliardy dolarů (v USA). Třetí projekt, antagonisté gastrinu, zůstal po jeho smrti nedokončený.

#### Objev beta-blokátorů ve společnosti ICI
V ICI Pharmaceuticals vznikl pod vedením Blacka tým farmakologů a chemiků. Black později uvedl, že se během svého působení v ICI učil farmakologii i chemii téměř od nuly. Pracovali na principu, že začali se selektivním aktivátorem isoprenalinem a upravili ho, aby si zachoval schopnost vázat se na beta-receptor, ale neaktivoval ho. Stejným způsobem vznikly ve 30. letech 20. století alfa-blokátory. Myšlenka úpravy  přirozeného aktivátoru byla pro Blackovy úspěchy při vývoji léků klíčová. V následujícím čtvrtstoletí trvajícím zlatém věku farmakologie se stala ústředním principem metody vývoje nových léků, za který mu byla v roce 1988 udělena Nobelova cena za fyziologii a lékařství.

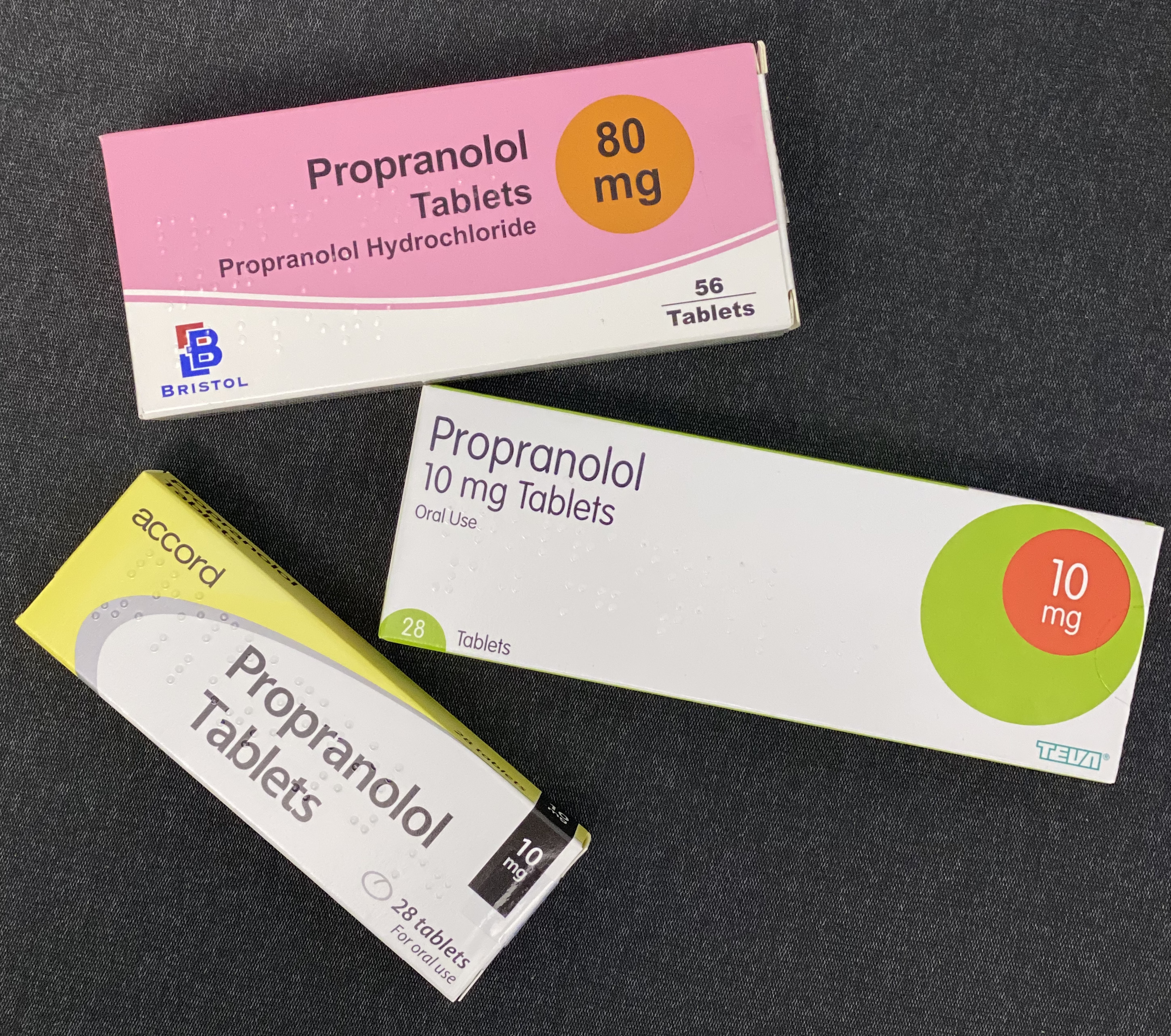
Propranolol tablety

Black se svým týmem vynalezl nejprve beta-blokátor pronethalol, ale ten neprošel testem toxicity. Nahradili ho propranololem, který se stal jedním z nejúspěšnějších léků všech dob. Ačkoli to nebylo Blackovým záměrem, v klinickém použití se ukázalo, že propranolol také snižuje krevní tlak, a tak beta-blokátory našly své největší uplatnění a komerční úspěch jako antihypertenziva. Propranolol se stal do té doby nejvýnosnějším vynalezeným lékem. V současné době se běžně používá k léčbě srdečních infarktů, anginy pectoris, vysokého krevního tlaku a migrén a pomáhá milionům lidí na celém světě.
Black se nechtěl podílet na dalším vývoji a prosazování beta-blokátorů, místo toho chtěl vymýšlet další nové léky založené na stejných principech, ale s jinými cíli. Chtěl se zabývat vlivem histaminu na sekreci žaludečních kyselin, což bylo téma vycházející z jeho dřívějších zájmů. Společnost ICI ale o tento typ výzkumu neměla zájem, a tak dal výpověď a přešel do společnosti Smith, Kline and French (SKF).

#### Objev H2-antagonistů ve společnosti SKF
V roce 1964 se přestěhoval do hrabství Hertfordshire v jihovýchodní Anglii a nastoupil jako vedoucí farmakologie do americké farmaceutické společnosti Smith, Kline and French. Tam se s novým týmem pustil do testování myšlenky, že histamin, stejně jako adrenalin, může působit na dva různé receptory. Tato hypotéza vycházela z dřívějších pozorování, že stávající blokátory histaminu nepotlačují sekreci žaludeční kyseliny, a Black uvažoval, zda to není proto, že druhý histaminový receptor „beta“ je vůči nim rezistentní. Snažil se vynalézt histaminový beta-blokátor. K Blackově lítosti v době, kdy jeho tým objevil nový podtyp receptoru, Ash a Schild již definovali podskupinu histaminových receptorů jako H1, takže se musel řídit tímto názvoslovím a svou nově definovanou podskupinu pojmenoval H2.
Tentokrát proces vynalézání trval déle. Blackova skupina začala s histaminem, protože neměla k dispozici selektivního agonistu po vzoru isoprenalinu. Na počátku se jim sice podařilo selektivní agonisty pro žaludeční receptory H1 a H2 najít, ale trvalo další čtyři roky, než vynalezli komerčně využitelný klinicky účinný selektivní H2-blokátor. Výsledkem byl Blackův druhý významný objev, lék proti vředové chorobě cimetidin. Cimetidin, uvedený na trh v roce 1975 pod obchodním názvem Tagamet, rychle předstihl propranolol a stal se nejprodávanějším lékem na předpis na světě s ročním obratem kolem 1 miliardy amerických dolarů.
Po dokončení tohoto projektu byl Black opět připraven hledat novou výzvu. V té době už byl uznávaným vědcem, měl na kontě dva mimořádně významné vynálezy léků, a dostal nabídku, aby se ujal vedení katedry farmakologie na University College London (UCL).

### Z akademické sféry do průmyslu a zpět (1973 – 2010)

#### Vedoucí katedry farmakologie na UCL
Black přijal v roce 1973 místo na University College London s velkým nadšením, protože měl velmi jasné cíle v oblasti výuky a výzkumu a věřil, že je lze realizovat v univerzitním prostředí. Chtěl vytvořit obor lékařské chemie a multidisciplinární výzkumné prostředí, kde by mohl pokračovat v objevování nových léčiv bez komerčních omezení. Chtěl také vytvořit specializovaný obor kombinující farmakologii s chemií, který by poskytl vynikající zázemí pro vývoj nových léčiv. Věřil, že farmakologii je třeba vyučovat spíše jako vědeckou disciplínu než jako obor související s medicínou.

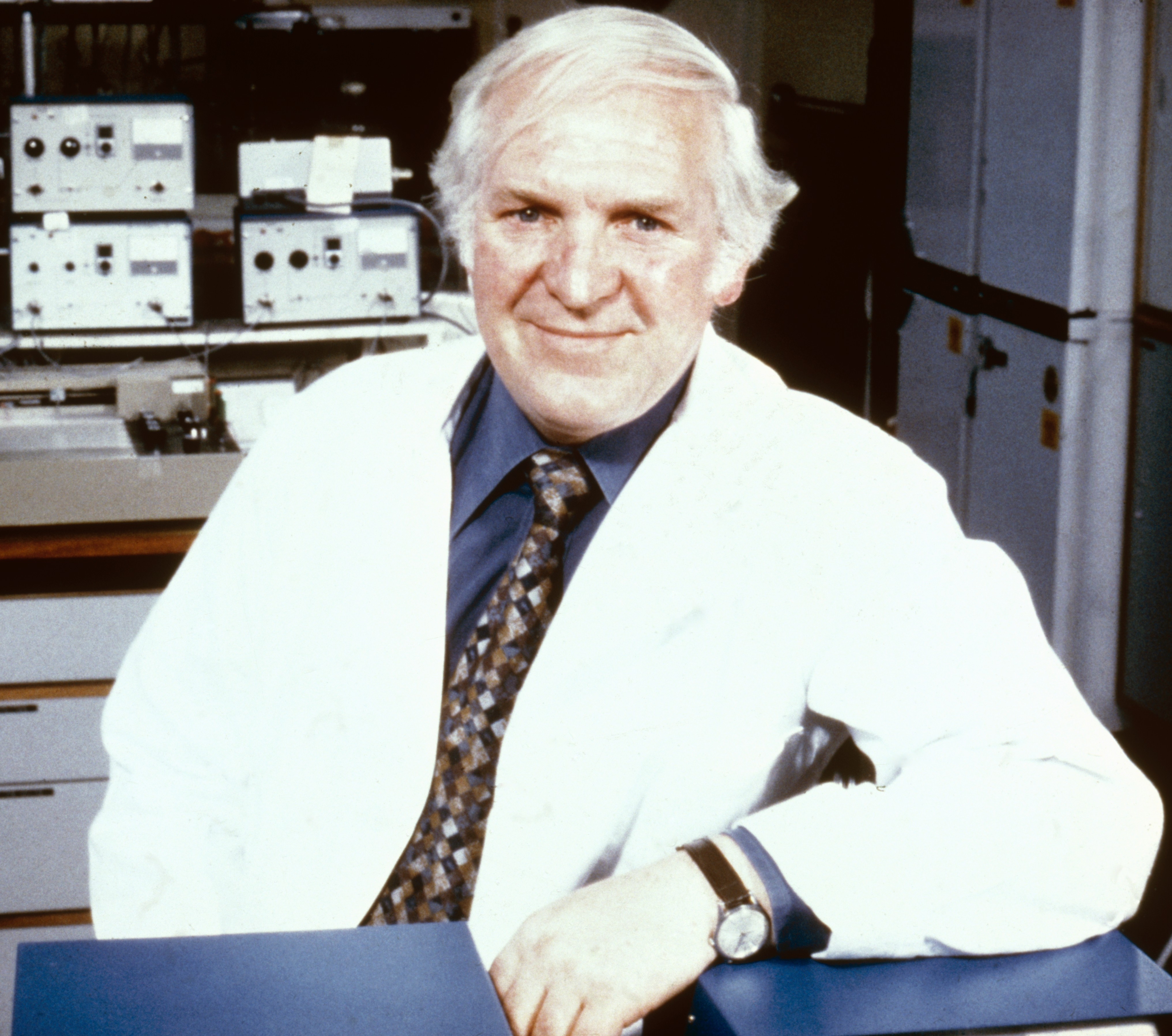
Ve společnosti Wellcome

Po svém příchodu ale narazil na odpor kolegů k modifikaci studijních plánů a cítil se zklamán. Možná měl smůlu, že na akademickou půdu přišel v době, kdy se všeobecně prosazovaly modulární studijní programy, což bylo v rozporu se specializovaným integrovaným studiem lékařské chemie. Black sice inicioval vznik oboru lékařské chemie, který se stal velmi populární, ale nevěřil, že splní jeho cíle.
Pro typ práce, kterou chtěl vykonávat nebylo ve výzkumu snadné získat odpovídající granty. Usiloval zejména o vytvoření oddělení pro vývoj léčiv s personálem složeným z chemiků a farmakologů, což by vyžadovalo jak externí finanční prostředky, tak interní prostředky univerzity, které nebyly k dispozici. Dospěl tedy k závěru, že univerzitní prostředí bez komerční podpory není vhodné pro výzkum a vývoj léků.

#### Společnost Wellcome
Black pracoval jako konzultant pro společnost Wellcome v Beckenhamu v Kentu a v roce 1978 mu její ředitel výzkumu John Vane nabídl místo vedoucího farmaceutického výzkumu ve společnosti. Po krátkém pobytu v akademické sféře se tak vrátil zpátky do farmaceutického průmyslu.
Black považoval své období strávené ve společnosti Wellcome za vědecky úspěšné, podařilo se mu dotáhnout do konce vývoj tří kandidátských léků. Úspěšně také rozvíjel spolupráci s matematikem Paulem Leffem, která vedla k zásadním pracím o analytické farmakologii. S Johnem Vanem se však stále častěji rozcházeli kvůli rozdílným přístupům k vývoji léčiv. Blackův přístup spočíval, stejně jako v případě adrenalinových beta-receptorů a H2 receptorů, v zaměření se na koncept a jeho sledování, dokud nebyla otázka objasněna. Vane dával přednost akademičtějšímu přístupu, tedy sledovat to, co je zajímavé. Black se v roce 1984 rozhodl z místa odejít.

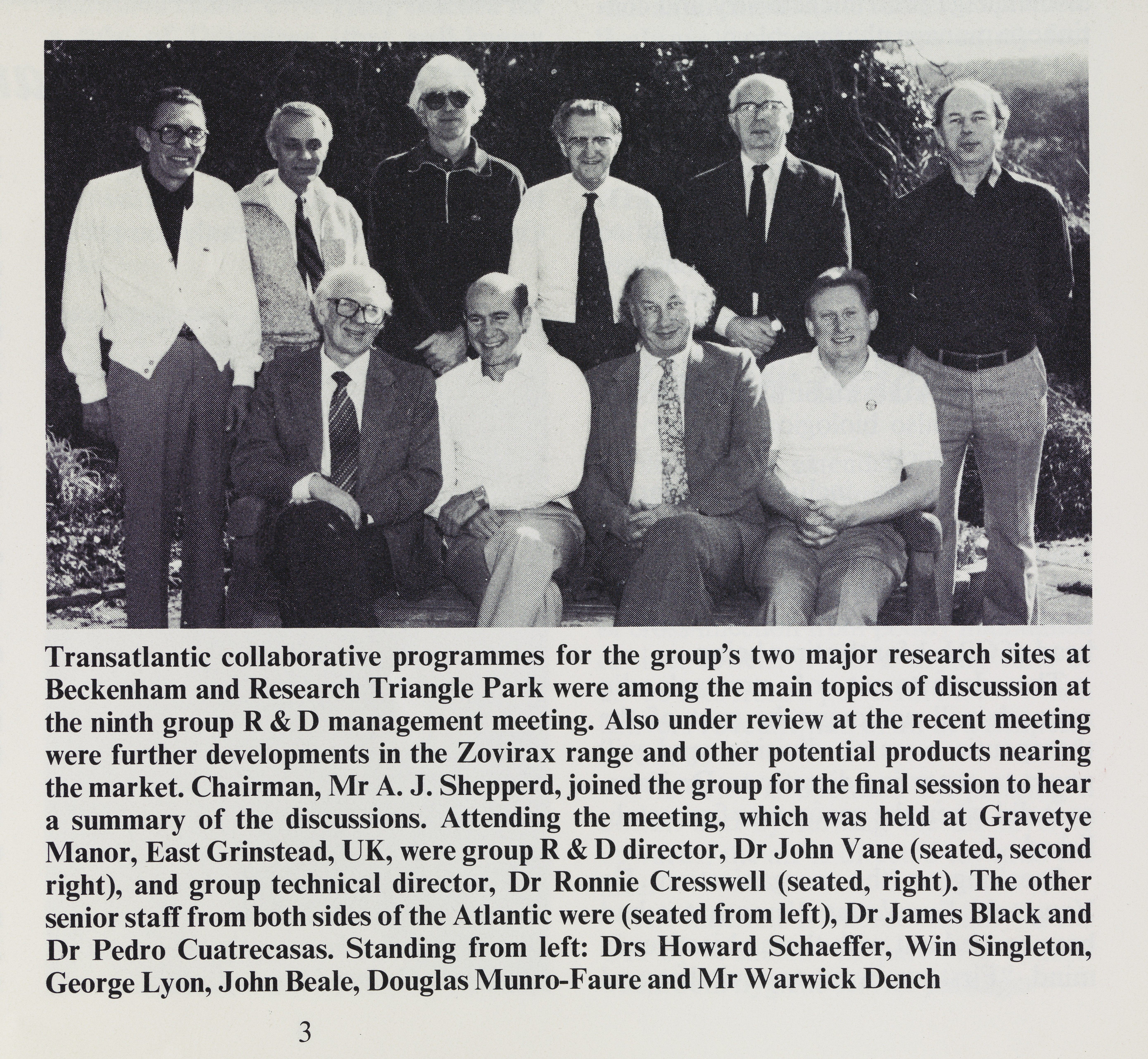
Vedení výzkumu a vývoje ve Wellcome v roce 1982, James Black (v první řadě vlevo), John Vane (druhý zprava v první řadě)

#### Nobelova cena
Společnost Wellcome mu poskytla prostředky na založení vlastní laboratoře v univerzitním prostředí, nejprve zvažoval návrat na UCL, ale nakonec přijal nabídku z King's College London (KCL), kde se stal na lékařské fakultě profesorem analytické farmakologie. Pro Blacka to bylo těžké období. Jeho žena zemřela po těžké nemoci a zdroje pro financování nezávislé laboratoře se hledaly velmi obtížně. Situace se nicméně zlepšila v roce 1988, kdy obdržel spolu s Gertrudou Elionovou a Georgem Hitchingsem Nobelovu cenu za fyziologii a lékařství. Velmi litoval, že se toho jeho žena nedožila.

#### Nadace Jamese Blacka
V roce 1988 založil za finanční podpory společnosti Johnson & Johnson nadaci Jamese Blacka a vedl tým 25 vědců zabývajících se výzkumem léků, včetně práce na inhibitorech gastrinu, které by mohly zabránit vzniku některých druhů rakoviny žaludku. Financování však skončilo v roce 2006. Podle Blacka jim společnost J&J neposkytla dostatek času k dosažení vytyčených cílů.
V následujících letech skupina vyvinula několik blokátorů gastrinu s cílem zabránit účinku nadměrného množství gastrinu. V 80. letech 20. století se však objevila nová skupina léků, inhibitory protonové pumpy (PPI), které jsou při potlačování sekrece žaludeční kyseliny účinnější než H2-blokátory, a PPI se staly preferovanou volbou při léčbě stavů souvisejících s překyselením žaludku.
Mezitím se objevilo stále více důkazů o tom, že gastrin řídí nejen produkci kyseliny v žaludku, ale také růst buněk ve sliznici žaludku a v jiných orgánech, například ve slinivce břišní. Black proto sponzoroval klinické studie inhibitoru gastrinu JB95008 u pacientů s rakovinou slinivky břišní. Přestože ve srovnání s placebem došlo k výraznému prodloužení života, při perorálním podání nebyl lék dostatečně účinný a musel by být podáván kontinuální intravenózní infuzí, což vývoj zastavilo.
Black poté navázal spolupráci se začínající společností Trio Medicines a podílel na vývoji jejich blokátoru gastrinu YF476 (netazepid). Přestože sám trpěl rakovinou v terminálním stádiu, potřeboval pravidelné krevní transfuze a často trpěl velkými bolestmi, neúnavně se věnoval projektu netazepidu. Vývoj netazepidu pokračoval i po jeho smrti a v roce 2020 začala mezinárodní multicentrická studie u pacientů s nádory žaludku, které jsou způsobeny gastrinem. Pro blokátor gastrinu existuje mnoho dalších potenciálních klinických indikací.

#### Rektor univerzity v Dundee
V letech 1992–2006 působil jako rektor univerzity v Dundee. V tomto období došlo na univerzitě k velkému rozvoji přírodních věd a Black se o vývoj velmi zajímal. V roce 2007 vzniklo nové interdisciplinární výzkumné centrum, které bylo podle něj na jeho počest pojmenováno.

## Osobní život
Během studií se Black seznámil se svou první ženou Hilary Joan Vaughanovou  (1924–1986), spolužačkou ze St.Andrews. Vzali se, když Black ukončil studium a ona měla před sebou poslední ročník. V roce 1951 se jim narodila dcera Stephanie.
Měl za sebou velmi úspěšnou vysokoškolskou kariéru, ale bohužel si v jejím průběhu sám diagnostikoval osteoklastom, vzácný kostní nádor. Radioterapie mu po zbytek života působila určité potíže a zanechala jistá postižení, musel například podstoupit dvojí operaci kolenního kloubu.
První manželka Hilary zemřela v roce 1986. V roce 1994 se oženil s profesorkou Ronou MacKieovou, významnou dermatoložkou a uznávanou odbornicí na maligní melanom. Black zemřel po dlouhé nemoci 22. března 2010 ve věku 85 let. Je pohřben na hřbitově Ardclach, ve farnosti nedaleko skotského Nairnu založené v roce 1655.